# Шевићи
Шевићи су руска древна племићка породица српског порекла.
Род датира с почетка 17. века, забележен је у шестом делу родословне књиге Јекатеринославске губерније.
Осим тога, постоје и друге племићке породице Шевића, каснијег порекла и једна која води порекло од Пољака Јеремије Шевића.

## Опис грба
На штиту, укрштено подељеном на четири дела, у првом и четвртом делу, у црвеном пољу, приказана су два златна месеца, са роговима окренутим нагоре. У другом и трећем делу, у златном пољу, две десетоугаоне црвене звезде.
На штиту је племенити крунисани шлем. Гребен: лав са закривљеним репом. Ознаке на штиту су црвене боје, обложене златом. Грб породице Шевић је укључен у 2. део Општег грбовника племићких породица Сверуског царства, стр.132.

## Значајни представници
- Шевић, Ђорђе Ивановић
  - Шевић, Ђорђе Ивановић (1746-1805), генерал Гусарског пука.
  - Шевић, Ђорђе Ивановић (1808-1849), командир Гусарског пука кнегиње Олге Николајевне.
  - Шевић, Ђорђе Ивановић (1871-1966), руски генерал

- Шевић, Димитрије Игоревић (1839-1906), руски дипломата
- Шевић, Иван Игоревић
  - Шевић, Иван Игоревић, руски генерал-поручник 18. века
  - Шевић, Иван Игоревић (1754-1813), руски командир из епохе наполеонских ратова
  - Шевић, Иван Игоревић (1838-1912), државник више губернија

- Шевић, Милан (Митрофан, 1854-1918), епископ српске православне цркве, епископ бачки
- Шевић, Михаил Николајевић Први (1805-1870), руски каваљериста, командант Царског села

- Архимандрит Сергије (Шевић; 1903-1987) [1]
- Шевић, Алексеј Олегович (2002 - данас)